# Acquedotto Anio vetus

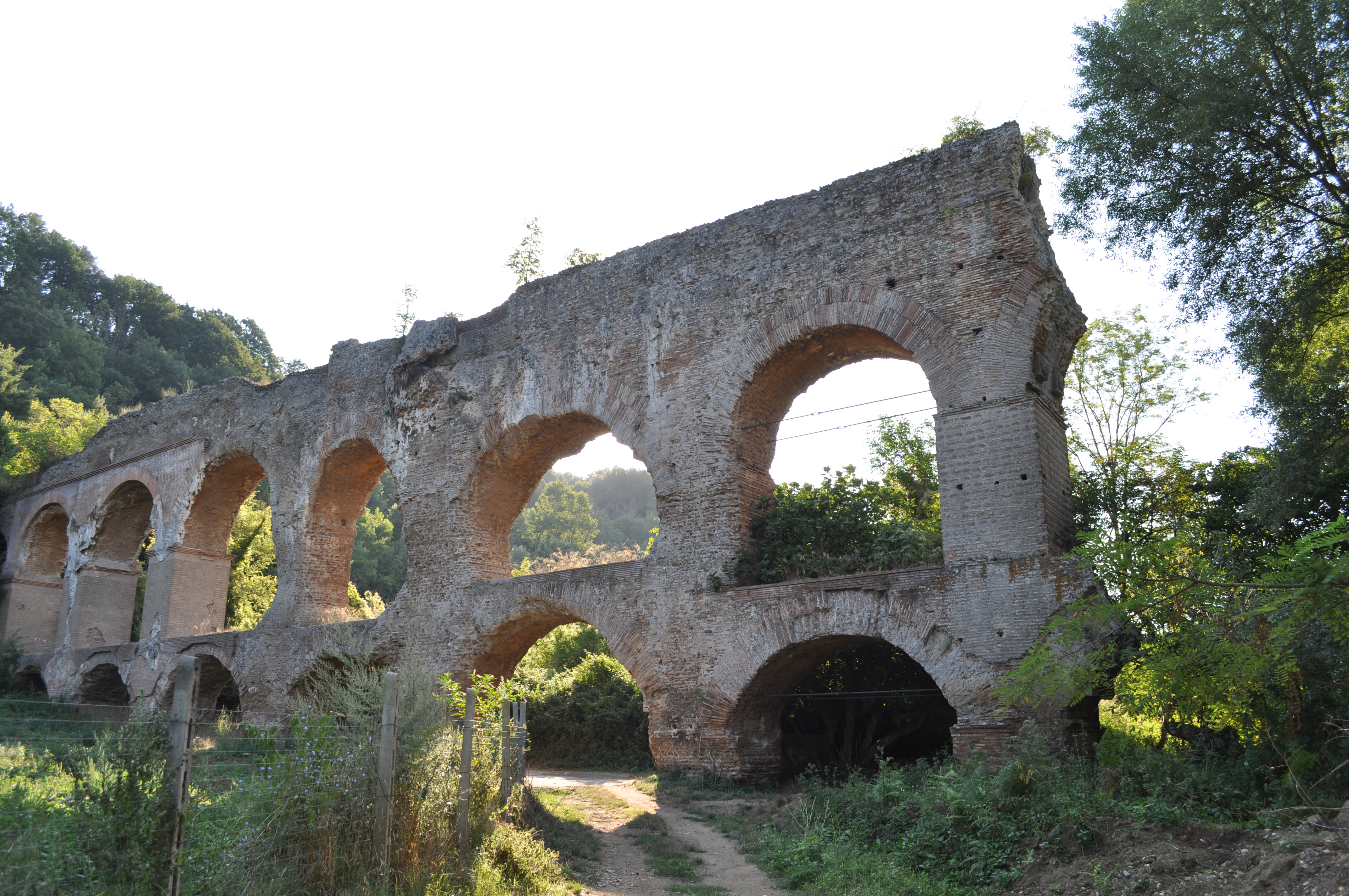
Tratto di acquedotto Anio Vetus noto come Ponte della Mola

L’Anio vetus (o “Aniene vecchio”) fu il secondo acquedotto costruito per l'approvvigionamento idrico della città di Roma, dopo l'acquedotto Appio, realizzato circa quarant'anni prima. L'aggettivo vetus (vecchio) gli venne attribuito solo quando, circa tre secoli più tardi, fu realizzato un altro "acquedotto Anio", appunto il novus.

## Storia
Fu costruito con i fondi del bottino derivato dalla guerra vittoriosa combattuta da Roma contro Taranto e Pirro tra il 272 e il 269 a.C. dal censore Manio Curio Dentato che il senato aveva appositamente nominato "duumvir aquae perducendae" insieme a Fulvio Flacco, che però morì pochi giorni dopo il conferimento dell'incarico.
L'Anio vetus fu restaurato tre volte, contemporaneamente all'acquedotto Appio: nel 144 a.C., dal pretore Quinto Marcio Re, in occasione della costruzione dell'acquedotto dell'Aqua Marcia (che rinforzava l'Anio vetus con la cessione di 164 quinarie tramite un condotto secondario nella zona di Casal Morena); nel 33 a.C., quando Agrippa monopolizzò nelle sue mani il controllo di tutto l'apparato idrico della città; e tra l'11 ed il 4 a.C., ad opera di Augusto. Con quest'ultimo intervento venne costruita una diramazione sotterranea, chiamata “specus Octavianus”, che, partendo dall'attuale zona del Pigneto, seguiva la via Casilina e raggiungeva l'area dove poi vennero costruite le Terme di Caracalla. Sempre con il restauro di Augusto la via percorsa dall'Anio Vetus e dall'Acqua Marcia venne contrassegnata con dei cippi numerati, che però non è escluso fossero già presenti fin dall'epoca della costruzione di entrambi.
È attestato qualche altro restauro nei primi due secoli d.C. In particolare, all'epoca dell'imperatore Adriano risale la costruzione di un ponte (noto oggi come “Ponte della Mola”), nei pressi dell'abitato di San Vittorino, realizzato per attraversare una vallata che consentiva un accorciamento di circa 1,5 km sul percorso. Si tratta di una struttura lunga 156 m e alta 24,50, con un doppio ordine di 29 arcate a cui vanno aggiunte due arcate iniziali singole. La parte centrale, per un tratto di tre doppie arcate, è crollata nel 1965, e una quarta doppia arcata adiacente è stata subito dopo demolita perché pericolante.

## Percorso e caratteristiche tecniche
Captava le acque direttamente dal fiume Aniene (Anio) nei pressi di Tivoli, all'altezza del XXIX miglio della via Valeria, in un'area imprecisata che secondo alcune fonti potrebbe trovarsi circa 850 m a monte di San Cosimato, presso la confluenza nell'Aniene del torrente Fiumicino, tra i comuni di Vicovaro e Mandela (una regione della Sabina che era stata conquistata dallo stesso Manio Curio Dentato poco tempo prima), ma alla ricchezza della portata media si contrapponevano alcuni problemi, come la diminuzione della portata stessa in periodi di siccità o l'intorbidamento dell'acqua a seguito di grandi piogge e piene. Questi inconvenienti suggerirono, in epoca imperiale, di destinare l'Anio vetus all'irrigazione di ville e giardini e all'alimentazione delle relative fontane.
Dal bacino di raccolta (230 x 165 x circa 5 m), posto a 262 m di quota, partiva il condotto, lungo 43 miglia romane (circa 63,5 km.), di cui 42,779 sotterranee. Il percorso, che terminava in città nella zona denominata “ad spem veterem”, nei pressi dell'attuale Porta Maggiore, era in realtà molto più lungo del necessario, perché le tecniche costruttive, ancora poco avanzate, preferivano un percorso lungo e tortuoso, che seguisse per quanto possibile l'orografia del terreno per mantenere una pendenza costante, piuttosto che un tragitto molto più breve ma che costringeva alla costruzione di ponti e passaggi sospesi. E infatti, giunto fin nei pressi di Tivoli, il condotto raggiungeva la zona dell'attuale comune di Gallicano nel Lazio, quindi seguiva la via Prenestina fino a Gabii e da lì la via Latina nella zona dell'attuale Casal Morena, dove, con una "piscina limaria" (bacino di decantazione), una parte delle acque veniva smistata nelle ville rurali del circondario. Il condotto superava poi la via Tuscolana, la via Labicana ed attraversava la via Prenestina con l'unico tratto scoperto, pari a circa 330 m, fino “ad spem veterem”; da qui il percorso urbano, sempre sotterraneo, girava intorno all'Esquilino e, superando le aree dell'attuale Stazione Termini e di piazza M. Fanti, giungeva alla porta Esquilina, dove il “castello” terminale provvedeva alla distribuzione dell'acqua alle varie utenze pubbliche.
Il condotto, di 1,75 x 0,80 m, era realizzato in blocchi di tufo, e la portata era all'inizio di 4.398 quinarie, corrispondenti a 182.517 m³ giornalieri e 2.111 litri al secondo, ma a causa di dispersioni accidentali o abusive durante il percorso, e di un paio di diramazioni secondarie, la portata finale al “castello” di porta Esquilina era di sole 1.348 quinarie (55.942 m³ al giorno e 647 litri al secondo).